# 亚平宁铁路隧道

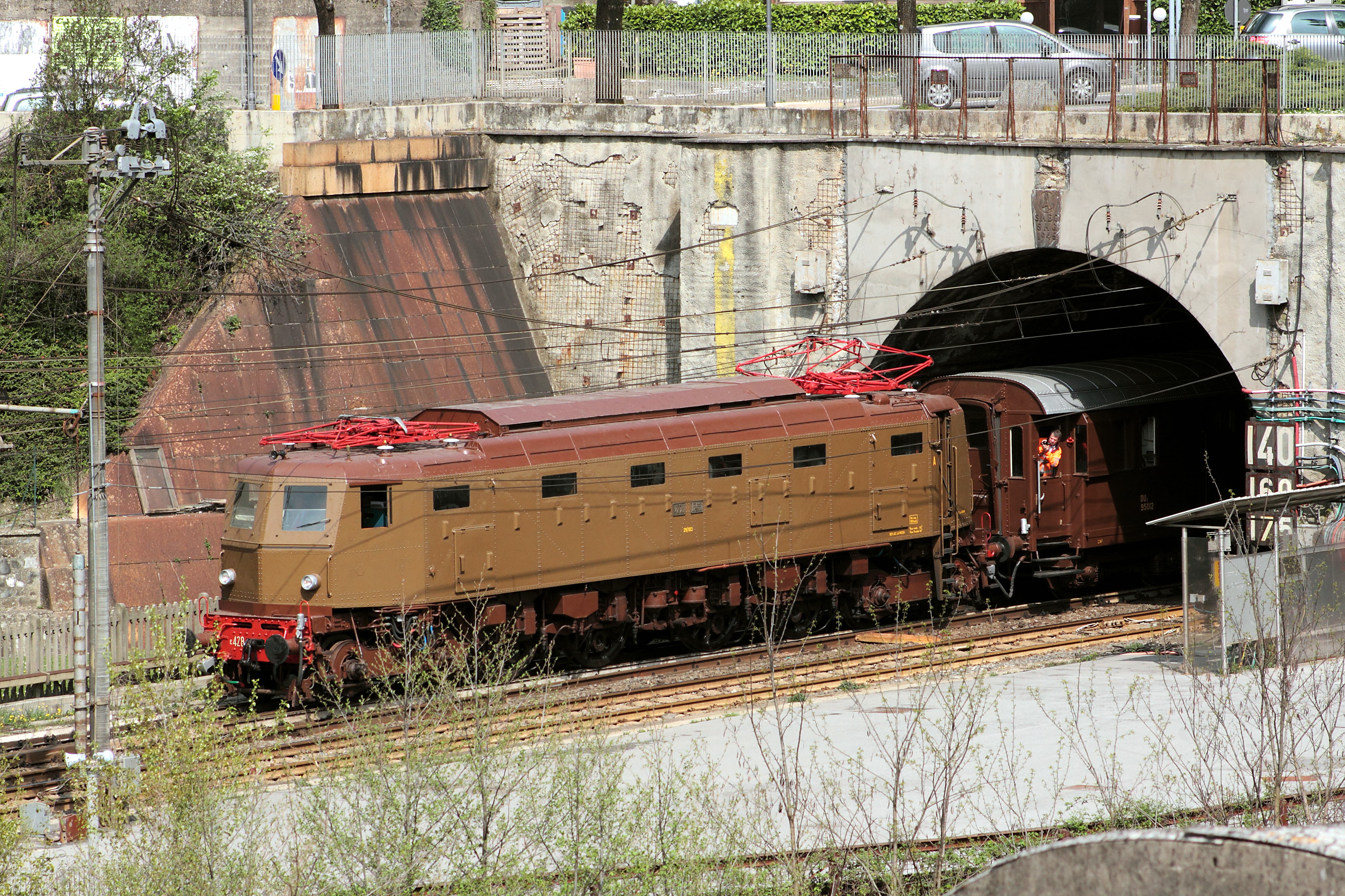
亚平宁铁路隧道

亚平宁铁路隧道是一条位于意大利中部博洛尼亚-佛罗伦萨直达线上的基线隧道，它全长18.507公里。所處海拔最高达328米。在該隧道建成时，它是继辛普朗隧道之后世界上第二长的隧道，也是當時最長的复线铁路隧道；截至2023年，它是世界上第16长的隧道。该隧道于1934年4月21日开通。